# Deutsche La Plata Zeitung
Deutsche La Plata Zeitung (DLPZ) fue un periódico de publicación diaria, en idioma alemán, impreso en Buenos Aires, Argentina. El cual servía como medio de información para la población germano-argentina.

## Historia
El periódico Deutsche La Plata Zeitung, es el resultado de la unión, en 1874, del Freie Presse (1870-1874), y del Deutsche Zeitung (1871-1874). Fue adquirido en 1880 por el inmigrante alemán Sr. Hermann O. Tjarks (el cual, anteriormente, había sido el editor del semanario Deutscher Pionier), quien junto a su hijo Germán Tjarks lograron que fuese el mayor periódico en idioma alemán en América del Sur, debido a que era el portavoz de los alemanes en Argentina, llegando a tener unos 120 empleados y su propia imprenta.
Aunque usaba una tipografía anticuada, la estructura que presentaba era moderna debido a la presencia de dibujos y fotografías.
También ofrecía una edición semanal que se llamaba La Plata Post, y un suplemento mensual llamado Deutscher Kolonie-Anzeiger.
La Plata Zeitung comenzó a ser percibido como el órgano por excelencia para los alemanes que residían en Argentina y que se identificaban con los ideales de la Alemania Imperial de Bismarck y del emperador Guillermo II. El rival del diario fue el Argentinisches Tageblatt que mantuvo una línea más progresista. Las diferencias comenzaron durante la Primera Guerra Mundial. Sin embargo ambos periódicos defendieron  a la alianza de Alemania y Austria-Hungría.

### Periodo del nazismo
Con la llegada al poder del nazismo en Alemania en enero de 1933 comenzó un proceso de alienación o unificación ( Gleichshaltung)  de  los medios de prensa con el nazismo. El   Deutsche La Plata Zeitung mantuvo una línea conservadora y de no confrontación con el Tercer Reich a diferencia del Argentinisches Tageblatt que se convirtió en una publicación claramente opositora al nazismo. La Plata Zeitung destacaba aspectos positivos como  la disminución de la desocupación en Alemania, el crecimiento económico y la estabilidad política si bien el diario no llegó al extremo de difundir la ideología nazi como sí hizo la publicación Der Trommler,señala Holger M Meding.
Durante el periodo de la Segunda Guerra Mundial, el DLPZ, realizaba publicaciones sobre el avance y mejora política, social y económica de Alemania, además  de festejar los éxitos del ejército alemán. Llegó a calificar la campaña de Francia en mayo de 1940 y la ocupación de París por la Wehrmacht como " la mayor victoria de la historia humana" mientras que su rival el Argentinisches Tageblatt realzaba las victorias de los aliados, señala Meding. El DLPZ debió cesar su impresión el 17 de octubre de 1944, cuando el gobierno argentino emitió un decreto por el cual se impedía la publicación de propaganda alemana en el territorio argentino.
Finalmente, el 27 de marzo de 1945, a través de la declaración de guerra a Alemania, el gobierno de facto, encabezado por Edelmiro Farrell, prohibió la publicación del diario; dejando al Argentinisches Tageblatt como el único diario en idioma alemán, ya que su postura era liberal y claramente anti-nazi.

## Galería
En esta galería, se aprecian tres imágenes. Estas muestran como se realizaba la publicidad en la época de fines del siglo XIX y comienzos del siglo XX. Además, en la foto, se puede apreciar el edificio que pertenecía al periódico, el cual hoy en día pertenece al gobierno.
|                 |
| Publicidad DLPZ |

|                                        |
| Imprenta Germania de Hermann O. Tjarks |

|                                               |
| Edificio del DLPZ (Actual Av. Corrientes 672) |